# Hervé Lièvre
Pour les articles homonymes, voir Lièvre.
Hervé Lièvre est un réalisateur français et producteur indépendant de cinéma, fondateur et dirigeant de la société Ad Augusta Per Angusta (AAPA sa), né le 20 janvier 1951 à Roanne.

## Biographie
Après sa carrière de réalisateur producteur indépendant, il fut, de décembre 1994 à décembre 2014, le directeur du SFRS, Service du film de recherche scientifique, devenu le CERIMES, Centre de ressources et d'information sur les multimédias pour l'enseignement supérieur en août 2005.
Le CERIMES était notamment l'éditeur des sites :
- Canal-U, la web télévision de l'enseignement supérieur ;
- Formasup, le catalogue de la formation à distance des établissements de l'enseignement supérieur ;
- Les Signets des bibliothèques ;
- BibNum ;
- Jeux sérieux

## Filmographie

### Longs-métrages
- 1983 : Les Bancals[2], avec Paul Crauchet et Albert Delpy
- 1988 : La Queue de la comète, avec Christophe Donnay, Albert Delpy, Tam Sir, Gil de Murger, Jean Davy, Philippe du Janerand

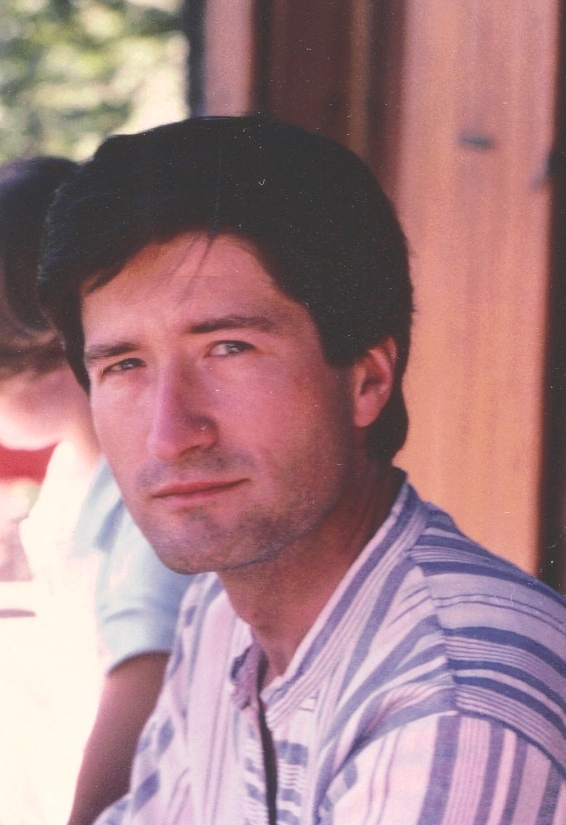
Hervé Lièvre en 1985

### Courts métrages
- 1978 : Le Silence et la nuit, avec Daffo, Pierre Grandry, François-Marie de Casabianca (1er prix festival du Raincy - trophy winner New York film festival)
- 1979 : F.P., avec Marie-Claude Benoît (Coupe des Rencontres de L'Isle sur Sorgues)
- 1988 : 1 Journée, avec André Badin, Marie Pillet (Grand Prix du festival d'Aix - Grand Prix des Rencontres Internationales de Prades - prix de la ville festival de Maisons-Laffitte - médaille d'or Chicago International Film Festival)[3]
- 1989, Plus près de toi, Paulette ! avec Marie-France Saint-Dizier, Margot Abascal, Michaël Vander-Meiren
- 1990 : Le Diable en enfer, scénario de Pascal Mirleau d'après G. Boccace, avec Jocelyne Witek, Michaël Vander-Meiren (Gold Special Jury Award, Houston International Film Festival - Silver Plaque Award, Chicago International Film Festival)
- 1991 : Ab Irato, avec Isabelle de Botton (Prix du CNC)[3]
- 1992 : La Maisonnée, avec Philippe Laudenbach, Maryse Aubert, Jean Davy, Michaël Vander-Meiren (Prix du CNC)
- 1993 : L’Équipée, avec Philippe Laudenbach, Maryse Aubert, Michaël Vander-Meiren
- 1994 : La Culpabilité, avec : Victoire Dubruel et Pierre Grandry (Prix du Jury du festival de Pont en Royans)

### Films scientifiques et documentaires, exemples
- 2001 : Quels temps font-ils ?, auteurs : Étienne Klein et Marc Lachièze-Rey, scénario et réalisation : Hervé Lièvre, pour La Compagnie des taxis brousse, SFRS, CNRS (Grand Prix de la recherche pédagogique du Festival International du film d'art et pédagogique UNESCO 2002)
- 1996 : Le Noir, le Brun et le Blanc, ou Les Prémices du Pétrole, pour Total (entreprise), par Clapmédia (Prix "géologie" festival de Palaiseau)
- 1993 : Panique sur la paillasse, pour l’Institut Pasteur
- 1991 : Patte de Velours et Semelle de Plomb, avec Roland Giraud et Maurice Risch pour l'Agence pour la Maîtrise de l'Énergie et SAACMA par ECPA (Grand Prix de la Communication, Festival International de Carcassonne - Grand Prix du Festival de la Sécurité, Pragues Benesov BESIP - Prix de la Sécurité, Festival des Rencontres Européennes de la Communication Interne, Creuzot 1993 - Prix de la Communication Externe, Euro Vidéo Comm 92 - Prix Spécial du Jury, Festival du Film Militaire Prévention Sécurité Routière, Paris 1991)
- 1991 : Lutte Microbiologique dans la maladie de Chagas, par le SFRS (Médaille d'Or, Medicinale de Parme - prix Étienne-Jules Marey, Medikinale International Hanover 1992)
- 1990 : L'Abri Pataud, pour l'Institut de paléontologie humaine, (Grand Prix du festival international ICRONOS)
- 1989 : Galets gravés aziliens, pour l'Institut de paléontologie humaine, sur les travaux de Francesco d'Errico par le SFRS (Prix du 3e festival international du film archéologique, Paris, et prix de la méthode scientifique - prix des méthodes scientifiques ICRONOS)
- 1984 : La Bruche et le haricot, par le SFRS (1er prix festival de Sao Paulo - 1er prix Ekofilm Ostrava - diplôme d'honneur de l'association internationale du cinéma scientifique - médaille Insectimages, Paris - prix "agronomie" Festival International du Film Scientifique et Technique, Bruxelles)

## Café-théâtre
- 1976 : FOMEC, auteur et metteur en scène, avec François-Marie de Casabianca (comédien), représentée au Sélénite (Paris)[4]

## Publications
- "L'Immortalité de l'amour", scénario, 1992[5]
- "La web télévision, une nouvelle forme de diffusion des savoirs ? l'exemple de Canal-U" (avec Agnès Cavet) dans "Perspectives documentaires en éducation", no 62 – 2005 INRP[6]
- "De l'argentique au numérique : adapter l'offre audiovisuelle scientifique à l'ère d'Internet", dans Usages et pratiques dans les bibliothèques numériques, sous la direction de Fabrice Papy, Hermès science publications/Lavoisier, 2007[7]
- "La stratégie numérique du gouvernement", La Revue d’Études –no 1 083, décembre 2016[8]
- "Quelques voyageurs en partance", drame burlesque, 2016[9]
- "Une si jolie surprise", comédie, 2016[10]

## Mandats électifs
- 1er adjoint au maire de Chaville (92) depuis mars 2008[11]
- Conseiller de l'intercommunalité Arc de Seine, 2008 - 2009; puis de Grand Paris Seine Ouest 2010 - 2016, puis conseiller territorial de Grand Paris Seine Ouest de janvier 2016 à juin 2020[12].

## Vie privée
Marié à Geneviève Ellrodt depuis 1991, père de deux fils.

## Formation
- Lauréat du Concours Général en économie, 1969
- École Supérieure de Commerce de Paris, ESCP, 1974[13]
- Licence es Sciences Économiques, Université Paris I Panthéon Sorbonne, 1975
- Doctorat de 3e Cycle en psychologie sociale, Université Paris-Dauphine, 1978[14]

## Décorations
- Chevalier de l'Ordre des Palmes Académiques, octobre 2003[15]
- Chevalier de l’Ordre des Arts et des Lettres, janvier 2012[16]